# George Chadwick

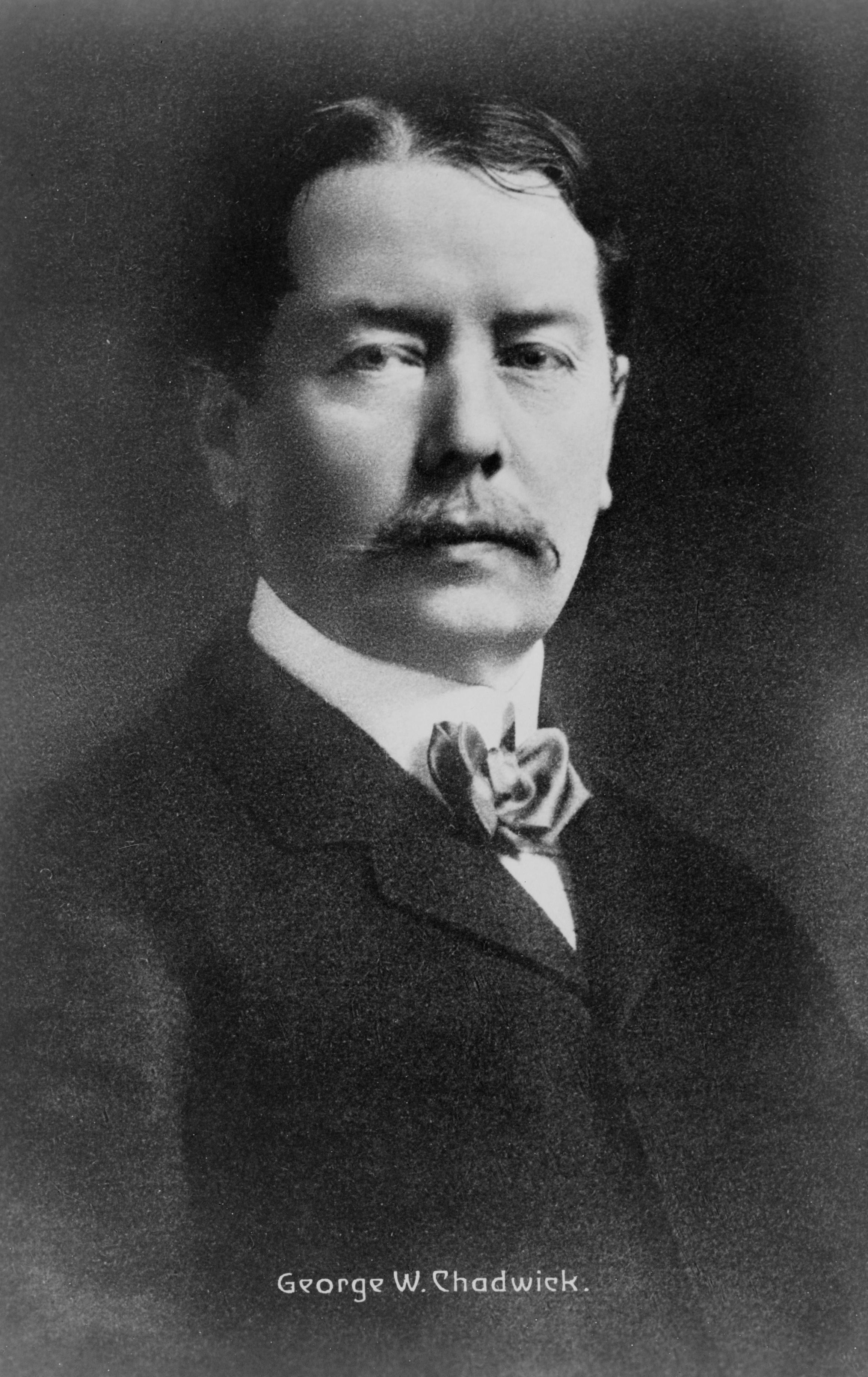
George W. Chadwick.

George Whitefield Chadwick, född 13 november 1854, död 4 april 1931, var en nordamerikansk tonsättare.
Chadwick utbildades som musiker i Boston och Leipzig, verkade som organist i Boston och som lärare i musikteori. Han var från 1897 direktör vid New England-konservatoriet i Boston. Chadwicks produktion omfattar symfonier, ouvertyrer, symfoniska dikter, kammarmusik, körverk, musikdramat Judith, den komiska operan Tabasco, en operett, sånger, kompositioner för orgel och piano samt kyrkomusik.